# Архітектурна фотографія

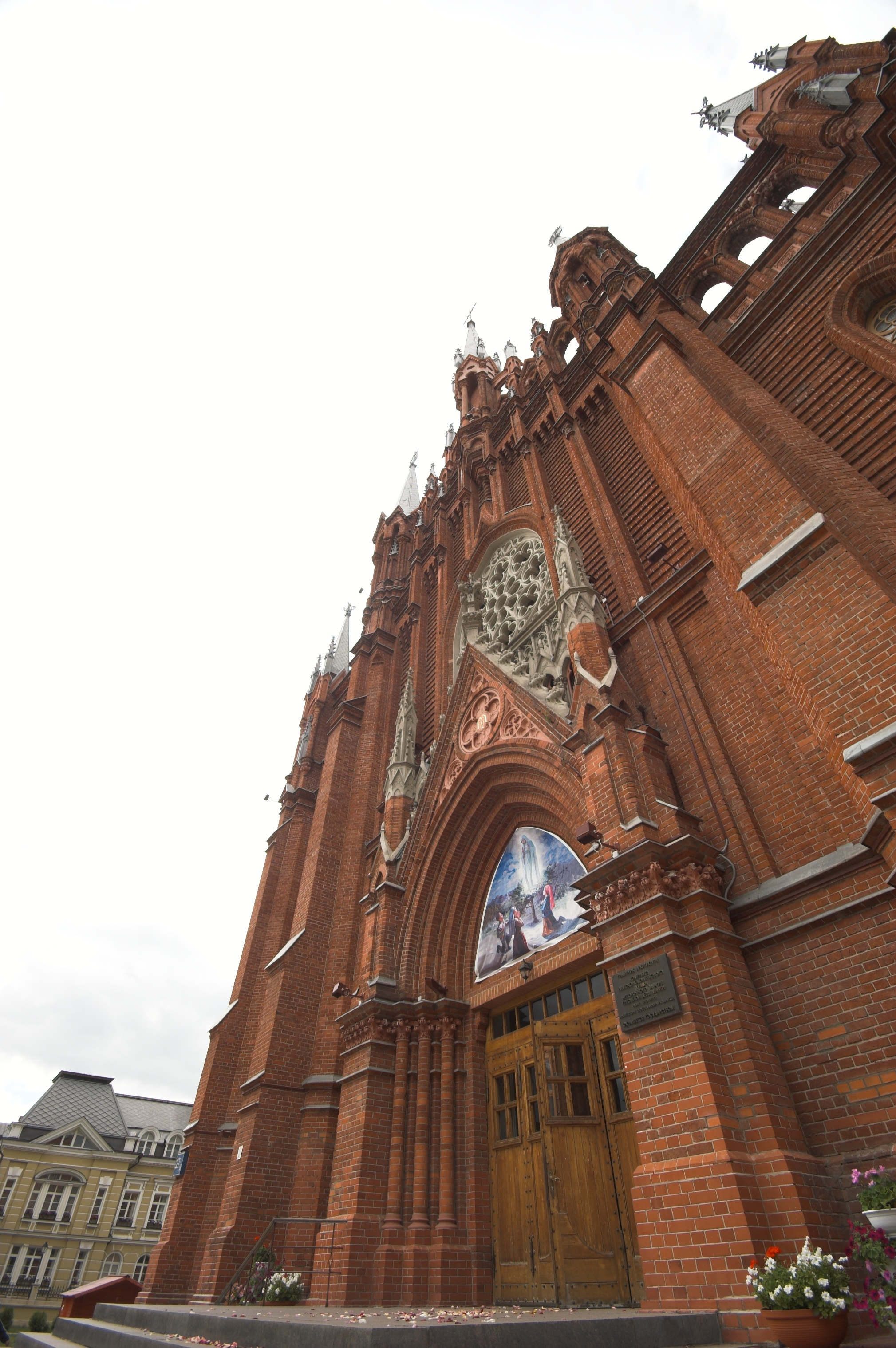
Зображення будівлі при нахиленому фотоапараті

Архітекту́рна фотогра́фія, архітекту́рна фотозйо́мка — жанр фотографії, фотозйомка архітектурних споруд (будівель та їх комплексів, мостів тощо). Як правило, ставить за мету отримання документального знімка, що створює необхідне уявлення про зовнішній вигляд об'єкта знімання та його деталей.
При даному виді фотозйомки основне завдання полягає у правдивому і точному показі форми будівлі, обробки, скульптур і елементів декору.
Архітектурна фотозйомка може виконуватись для художнього відтворення об'єкта. У цьому випадку точність може бути принесена в жертву художній виразності, максимальному відтворенню характерних рис міста, країни, епохи.
Особливості архітектурного стилю можуть бути підкреслені відповідним вибором точки зйомки, правильним ракурсом, характером освітлення.

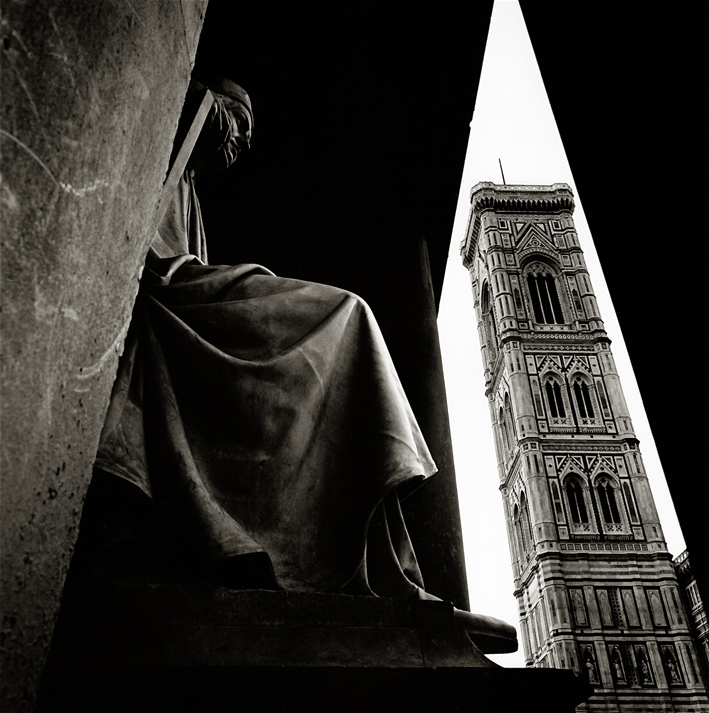
Флоренція, Аугусто Де Лука

## Вибір точки зйомки
При архітектурній зйомці найбільше значення має вибір точки зйомки по висоті, віддаленості і куту зйомки. Саме це визначає загальну композицію кадру, перспективу, співвідношення планів.
У міських умовах, за відсутності достатнього простору, вибір ракурсу значно полегшується застосуванням ширококутного або надширококутного об'єктива.
Принципове значення для архітектурної зйомки має вертикальність і прямолінійність вертикальних і прямих ліній. Для цього оптична вісь об'єктива повинна бути горизонтальна, а площина матриці (або фотоплівки) — вертикальна й у жодному разі не нахилена.
Перспективні спотворення більшості об'єктивів змушують фотографа вибирати більш віддалену точку. Радикальним рішенням, яке поліпшує умови вибору точки зйомки по висоті, є застосування шифт-об'єктива. Це дозволяє, зберігаючи вісь об'єктива горизонтальною і, отже, зберігати вертикальність і паралельність ліній, зміщати напрямок зйомки вгору, вниз або вбік, розташовуючи камеру в більш зручних точках.
Форматні камери мали для цієї мети об'єктивну дошку, яка могла переміщатися в деяких межах за напрямками, перпендикулярними оптичній осі системи.
В окремих випадках для архітектурної зйомки застосовують стеноп як ідеальний ортоскопічний об'єктив. Одночасно це дозволяє позбутися від потрапляння в кадр людей, машин, інших рухомих об'єктів.
Для виправлення перспективних спотворень звичайно використовуються програми обробки цифрових зображень (корекція перспективи).

## Особливості освітлення
При архітектурній зйомці, як і в будь-якому іншому жанрі фотографії, істотне значення має освітлення. Однак, на відміну від багатьох інших ситуацій, домогтися потрібного напрямку і характеру освітленості можна тільки очікуванням відповідного часу доби, пори року і погоди.
Малоконтрастне освітлення не дозволяє передати форму, висококонтрастне призводить до втрат деталей в світлах чи в тінях. Наприклад, бічне сонячне світло краще виявляє фактуру поверхні і рельєф декоративних елементів будівлі. Світлотінь при суцільній хмарності практично відсутня, тому зйомка в похмурий день не може правильно передати форму і фактуру об'єкта.
Саме тому, при архітектурній зйомці мають найбільше застосування технології збільшення динамічного діапазону фотографічного процесу.
У той же час, завдяки непорушності об'єкта зйомки, використання штатива й експовилки дозволяє вирішити завдання передачі всього діапазону яскравостей, а також отримати методом багаторазової експозиції поєднання нічного і денного пейзажів в одному кадрі.
При архітектурній зйомці слід враховувати різницю в спектральному складі освітлення, що приходить з різних сторін. Так, ясний сонячний день створює багату гаму жовто-синіх переходів на освітлюваній поверхні в залежності від її напрямку та падіння на неї різних тіней.
У чорно-білій архітектурній фотозйомці зазвичай застосовують кольорові світлофільтри. Так, при зйомці будівлі з білим і жовтим малюнком застосовують синій світлофільтр, що підкреслює контраст малюнка.

## Інтер'єрна фотографія
До різновидів архітектурної фотографії часто відносять інтер'єрну фотографію.